# Aesch (kanton Zurych)
Aesch (gzu. Ääsch, do 2001 Aesch bei Birmensdorf) – miejscowość i gmina (Politische Gemeinde) w północnej Szwajcarii, w kantonie Zurych, w okręgu (Bezirk) Dietikon.

## Demografia
W Aesch mieszkają 1672 osoby. W 2021 roku 19,3% populacji gminy stanowiły osoby urodzone poza Szwajcarią.

## Transport
Przez teren gminy przebiegają autostrady A3 i A4.